# Refúgio Nacional de Vida Silvestre Florida Panther
O Refúgio Nacional de Vida Silvestre Florida Panther é parte do sistema de refúgios de vida silvestre dos Estados Unidos, localizado no sudoeste da Flórida, próximo à cidade de Naples, ao norte da Reserva Nacional Big Cypress.
Os 107 km² (cerca de 26 400 acres) foram estabelecidos em 1989 pela US Fish and Wildlife Service, para proteger a ameaçada Puma concolor coryi (conhecida em inglês por Florida panther), assim como outras plantas e animais. Trata-se da única população de onça-parda a leste do rio Mississippi. O refúgio faz parte de um sistema de unidades de conservação privadas e públicas. Algumas das áreas públicas incluem o Parque Nacional Everglades, a Reserva Nacional Big Cypress e a Reserva Estadual Fakahatchee Strand. Somando todas, existem menos de 100 onças na área.
Para proteger a onça-parda e outras espécies animais, a visitação só é permitida na parte sudeste do refúgio, em trilhas pré-estabelecidas.